# Nadrewnik bukowy

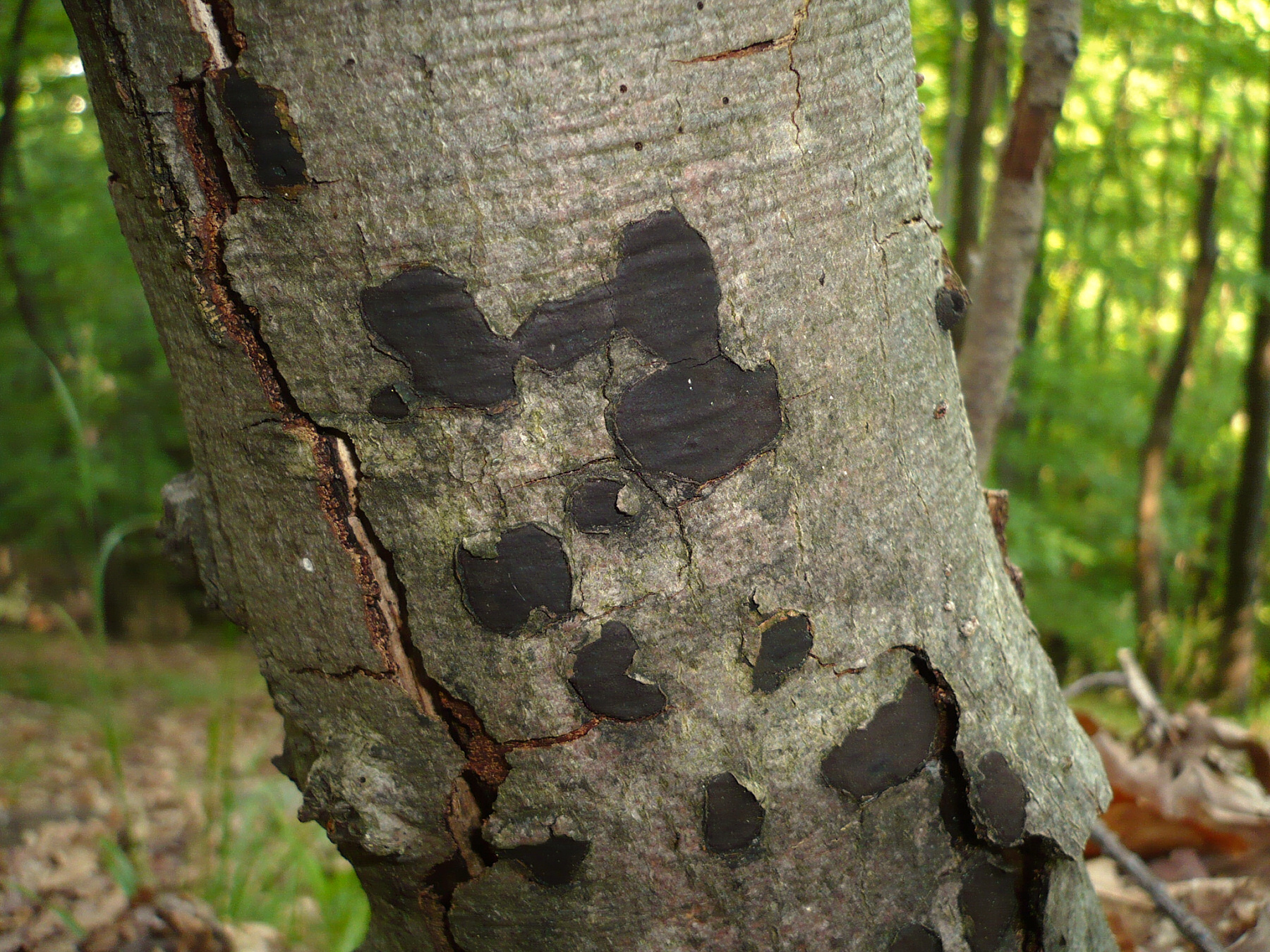

Nadrewnik bukowy (Biscogniauxia nummularia (Bull.) Kuntze) – gatunek grzybów z rodziny Graphostromataceae.

## Systematyka i nazewnictwo
Pozycja w klasyfikacji według Index Fungorum: Biscogniauxia, Graphostromataceae, Xylariales, Xylariomycetidae, Sordariomycetes, Pezizomycotina, Ascomycota, Fungi.
Po raz pierwszy opisał go w 1790 r. Jean Baptiste François Bulliard, nadając mu nazwę Hypoxylon nummularium. Obecną nazwę nadał mu Carl Otto Kuntze w 1891 r. Ma kilkanaście synonimów. Niektóre z nich:
- Kommamyce bulliardii (Tul. & C. Tul.) Nieuwl. 1916
- Nummularia anthracina (J.C. Schmidt) Traverso 1906[2].

W 2024 r. Komisja ds. Polskiego Nazewnictwa Grzybów przy Polskim Towarzystwie Mykologicznym nadała mu polską nazwę nadrewnik bukowy.

## Morfologia
Podkładki rozwijają się na korze, mają długość 0,5–2,5 (–5) mm, szerokość 0,5–2 (–5) mm i grubość 0,6–0,9 mm, są szorstkie, o kształcie kulistym, eliptycznym lub nieregularnym. Powierzchnia początkowo bladobrązowa, popękana, później czarna, płaska do wypukłej, z drobno brodawkowatymi ostiolami, które z wiekiem stają się punktowe. Miąższ o barwie od szarawej do ciemnobrązowej. Anamorfa podobna do Nodulisporium lub Periconiella.
Teleomorfa tworzy owocniki typu perytecjum o średnicy 300–500 µm i wysokości 400–700 µm, jajowate, kuliste lub cylindryczne. Strzępki hamatecjum z licznymi, dość cienkościennymi, nierozgałęzionymi bocznymi wyrostkami. Worki cylindryczne, część zarodnikowa 70–90 × 8–10 µm z trzonem o długości 20–30 µm, aparat apikalny o średnicy 3–4 µm i wysokości 1,5–2,5 µm, w odczynniku Melzera niebieski, widoczny jako szeroki dysk. Askospory ułożone jednorzędowo, 11–13 (–15) x 6,5–8,5 µm, wrzecionowato-elipsoidalne do szeroko elipsoidalnych z rozwartymi końcami, niezbyt lub prawie nierównoboczne, ciemnobrązowe, gładkie, z prostą porą rostkową biegnącą przez całą długość zarodnika, bez galaretowatej otoczki i przydatków.

## Występowanie i siedlisko
Występuje na wielu wyspach i wszystkich kontynentach poza Antarktydą. Podano jego stanowiska także w Polsce.
Nadrzewny grzyb pasożytniczy. W Polsce podano jego stanowiska na pniach buka.